# Zlatoust
Zlatoust é uma cidade russa dos Urais com 198.000 habitantes no Oblast de Tcheliabinsk, na parte sul da Rússia. 

## História
Zlatoust foi um grande marco histórico e já foi um polo industrial da antiga União Soviética. Foi fundada em 1754 e teve várias indústrias, mas desde a queda da União Soviética em 1991 está em declínio.